# Ordynacja Łąckich
Dwie ordynacje rodowe założone przez hrabiego Władysława Tomasza Łąckiego (ur. w Chraplewie k. Lwówka 7 marca 1821, zm. w Posadowie 6 marca 1908), byłego powstańca wielkopolskiego, w l. 1866–1870 posła do pruskiego landtagu krajowego.
Pierwszą ordynacją była założona w 1890 roku ordynacja w Posadowie, zgodnie ze statutem dziedziczona wyłącznie przez męskich potomków I ordynata. 
W 1892 roku Władysław Łącki uzyskał od cesarza Wilhelma I Hohenzollerna dziedziczny tytuł hrabiowski na zasadzie męskiej primogenitury, pod warunkiem erygowania ordynacji z dóbr Lwówek w Wielkopolsce, co też istotnie nastąpiło w 1893. Była to jedna z ostatnich ordynacji rodowych zaakceptowanych przez rząd pruski.

## Rozwiązanie Ordynacji
W latach 20. XX wieku było jasne, że ostatni ordynat nie pozostawi męskiego potomstwa, zatem wygaśnie zarówno tytuł hrabiowski, jak i linia ordynatów. Ponieważ przekazanie ordynacji krewnym po kądzieli nie było zgodne z jej statutem, postanowieniem Rady Rodzinnej w 1922 obie ordynacje rozwiązano oraz uzgodniono, że przejdą one na adoptowanych siostrzeńców ostatniego ordynata: hr. Janusza Marię i Feliksa Tyszkiewiczów, którzy będą nosić nazwisko Tyszkiewicz-Łącki. 
Hrabiowie Janusz Maria i Feliks Tyszkiewicz-Łąccy byli ostatnimi dziedzicami dawnych ordynacji na Posadowej i Lwówku, aż do ich nacjonalizacji przez reformę rolną.

## Ordynaci na Posadowej i Lwówku
- hr. Władysław Łącki (1821-1908), I ordynat, założyciel,
- hr. Stefan Antoni Łącki (1852-1922), II ordynat, syn poprzedniego,
- hr. Stanisław Antoni Łącki (1866-1937), III ordynat, brat poprzedniego,
- hr. Janusz Maria Tyszkiewicz-Łącki (1900-1987), IV ordynat na Posadowie, siostrzeniec poprzednich, nie nosił formalnie tytułu ordynata,
- hr. Feliks Tyszkiewicz-Łącki (1905-1970), IV ordynat na Lwówku, siostrzeniec poprzednich, nie nosił formalnie tytułu ordynata,